# Ferdinand Otto Wolf
Ferdinand Otto Wolf (11 de octubre de 1838, Ellwangen - 5 de noviembre de 1906 , Herisau) fue un naturalista, botánico, explorador germano-suizo.

## Biografía
Fue maestro de música y de historia natural, en Feldkirch, Brig y Sion. Organista de la catedral de Sion. Configuró varios jardines botánicos, y tuvo influencia importante en la fundación de la "Société Murithienne du Valais".

## Obra

### Algunas publicaciones
- 1906. Gebrauchsanweisung der wichtigsten, im Wallis wildwachsenden und teilweise kultivierten Heilpflanzen: mit Genehmigung und auf Anordnung des Departementes des öffentlichen Unterrichtes vom Kanton Wallis (Instrucciones para el uso de la naturaleza más importante en Wallis y plantas medicinales cultivadas en parte: con la aprobación y bajo las órdenes del Departamento de Instrucción Pública del cantón de Valais). Ed. C. Mussler, 98 pp.

- 1906. Plantes médicinales indigènes ou cultivées en Valais (obra acompañada de un herbario oficinal, con 109 especies) Sitten

- 1889. Valais et Chamonix, con A. Ceresole. 202 ilustr. de 	Orell, Füssli & Cie, 767 pp.

## Honores

### Eponimia
- (Asteraceae) Achillea wolffii Schur ex Nyman[4]

- (Malvaceae) Althaea wolffii Ulbr.[5]
- La abreviatura «F.O.Wolf» se emplea para indicar a Ferdinand Otto Wolf como autoridad en la descripción y clasificación científica de los vegetales.[6]